# Yama'a Islámica de Al-Andalus
La Yama'a Islàmica de Al-Andalus (Liga Morisca) és una organització cultural neoislàmica de musulmans andalusos amb seu a Almeria creada el 1980 com a escissió del Frente de Liberación de Andalucía, que en el seu origen reclamava un Al Andalus unificat i independent dels Estats espanyol i portuguès, en el que es pugui dur a terme la seva reconstrucció així com la revolució islàmica. Actualment, segons els seus estatuts aprovats a Jerez de la Frontera en 1995, té com a objectiu concienciar al poble andalusí de la seva herència històrica i la seva vertebració com a poble.
Hom la considerà la secció cultural de Liberación Andaluza, constituït com a partit polític en 1985 que es presentà a les eleccions autonòmiques del 1986 i municipals de 1987. El 1987 va traslladar la seva seu de Còrdova a Sevilla i en 1989 va modificar el seu nom a Yama'a Islàmica de Al-Andalus-Liga Morisca. En 1990 va registrar al seu nom diversos llocs de culte musulmà a Andalusia i Múrcia.
Té una pàgina web des de la que s'editen notícies sobre el món islàmic, història de l'Islam i d'Al-Andalús i es reivindica la memòria d'alguns andalusistes il·lustres com Blas Infante, de qui afirmen que es va convertir a l'islam. També han creat la Universitat Islàmica Averroes a Còrdova.